# This Is Only the Beginning
This Is Only the Beginning es una demo de la banda HIM, lanzado en 1995. Este álbum sólo fue publicado en Finlandia. En la biografía oficial de HIM, escrita por Synnin Viemää, Ville Valo dice que el tocó el bajo, la batería y cantó, mientras que Mikko Lindström tocó la guitarra.

## Lista de canciones
Cara 1
1. "Serpent Ride" - 4:29
2. "Borellus" - 4:18
3. "The Heartless" - 5:33

Cara 2
1. "Stigmata Diaboli" - 2:49
2. "Wicked Game" - 4:06 (Chris Isaak cover)
3. "The Phantom Gate" - 4:46